# 에릭 해커
에릭 린 해커(Eric Lynn Hacker, 1983년 3월 26일 ~ )는 미국의 전 야구 선수이자, 전 KBO 리그 넥센 히어로즈의 투수이다. 평소에는 왼손을 사용하는 왼손잡이이지만, 투구할 때만 오른손을 사용한다. KBO 등록명은 '에릭'이었으나, 2015년부터 '해커'로 활동했다.

## 선수 시절

### 아마추어 시절
텍사스주 던켄빌에서 태어났다. 그 후 던켄빌고등학교에 입학해, 미식 축구 선수로 활동했고, 당시 포지션은 쿼터백이었다. 하지만 고등학교 4학년 시즌 두 번째 경기에서 발이 부러지는 부상을 당했다. 몇몇 대학에서 미식 축구 선수로서의 가능성을 보고 영입하고자 했으나 발 부상 이후로는 야구 선수로만 활동했다.

### 미국 프로야구 시절
던켄빌고등학교를 졸업하고 2002년 뉴욕 양키스에 지명되어 프로에 진출했다. 2004년과 2006년 팔꿈치와 어깨 수술을 받으며 선수 생명이 위태로웠지만 2년여 간의 재활 끝에 회복했다. 2009년 피츠버그 파이어리츠로 트레이드된 후 2009년 9월 22일 시카고 컵스와의 경기에서 프로 진출 7년 만에 메이저 리그에 데뷔했다. 2009년 시즌 후 샌프란시스코 자이언츠로 트레이드됐다. 2011년에는 미네소타 트윈스로 이적했으며, 2012년에는 샌프란시스코 자이언츠로 다시 복귀했다.

### 한국 프로야구 시절

#### NC 다이노스시절

##### 2013년 시즌
2013년 1월 10일 팀의 창단 3호 용병으로 영입됐다. 함께 영입된 아담과 찰리와 함께 ACE 트리오로 불렸지만 시즌 초반에 컨디션 난조와 도루 허용으로 인해 4경기에서 3패, 7점대 평균자책점으로 부진한 모습을 보여 C팀으로 내려갔다. 원래 투구폼을 되찾은 후, 안정을 되찾으며 이닝이터로서의 면모를 보여줬다. 하지만 등판 때마다 타선의 침묵과 불펜의 난조가 겹쳐 3점대 평균자책점의 나쁘지 않은 성적에도 불구하고 4승 11패로 많은 경기에서 패전 투수가 됐다. 2013년 12월 16일 팀 동료인 찰리 쉬렉과 함께 재계약했다.

##### 2014년 시즌
전반기에 18경기에 등판해 8승 3패, 109이닝, 40볼넷, 7사구, 72탈삼진을 기록했다.
후반기에 12경기에 등판해 5패, 63 2/3이닝, 22볼넷, 7탈삼진을 기록했다. 개막 후 6월 17일 롯데 자이언츠와의 경기까지 8승 무패를 기록했지만, 롯데 자이언츠와의 경기 이후 17경기 연속 승리를 기록하지 못했고, 시즌이 끝날 때까지 승리 없이 8패를 기록했다.

###### 2014년준플레이오프
10월 22일 LG 트윈스와의 2차전 경기에 선발 등판했으나 3.1이닝 5피안타, 2피홈런, 2볼넷, 5탈삼진, 3실점으로 패전 투수가 됐다.
| 방어율 | 경기수 | 승 | 패 | 세이브 | 홀드 | 완투 | 완봉 | 이닝  | 피안타 | 피홈런 | 볼넷 | 사구 | 삼진 | 실점 | 자책 | 비고 |
| ------ | ------ | -- | -- | ------ | ---- | ---- | ---- | ----- | ------ | ------ | ---- | ---- | ---- | ---- | ---- | ---- |
| 8.10   | 1      | 0  | 1  | 0      | 0    | 0    | 0    | 3 1/3 | 5      | 2      | 3    | 1    | 5    | 3    | 3    |      |

12월 8일 연봉 500,000달러에 재계약했다.

##### 2015년 시즌
올스타전에 감독 추천 선수로 뽑혔다. 7월 9일 kt 위즈와의 경기에서 6이닝 7피안타, 2볼넷, 6탈삼진, 무실점으로 호투하며 KBO 리그 데뷔 3년 만에 첫 두 자릿수 승을 기록했다.
전반기 18경기에 등판해 116.1이닝 동안 10승 3패, 3점대 평균자책점, 98탈삼진, 25볼넷을 기록했다.
7월 22일 롯데 자이언츠와의 경기에서 6이닝 4피안타, 1볼넷, 4탈삼진, 2실점(2자책)을 기록하며 시즌 11승을 달성했고, 이 경기에서 KBO 리그 통산 45번째 3년 연속 세 자릿수 탈삼진을 기록했다. 8월에 5경기에 등판해 5승, 37이닝, 37탈삼진, 3볼넷, 0점대 평균자책점을 기록하며 8월 최우수 선수에 선정됐다. 10월 1일 LG 트윈스와의 경기에서 8이닝 2탈삼진, 1실점으로 승리 투수가 되며 시즌 19승을 기록했다.
시즌 다승 1위, 승률 1위, 최다 이닝 2위, 평균자책점 2위를 기록했다.

###### 2015년플레이오프
10월 18일 1차전에 선발 등판했지만 4이닝 6피안타, 2피홈런, 4실점하며 강판됐고, 팀 타선도 더스틴 니퍼트의 구위에 눌리며 패전 투수가 됐다. 10월 22일 4차전에서도 5.1이닝 3실점으로 부진한 투구를 보이며 패전 투수가 됐고, 플레이오프에서만 2패를 기록했다.
| 방어율 | 경기수 | 승 | 패 | 세이브 | 홀드 | 완투 | 완봉 | 이닝  | 피안타 | 피홈런 | 볼넷 | 사구 | 삼진 | 실점 | 자책 | 비고 |
| ------ | ------ | -- | -- | ------ | ---- | ---- | ---- | ----- | ------ | ------ | ---- | ---- | ---- | ---- | ---- | ---- |
| 6.75   | 2      | 0  | 2  | 0      | 0    | 0    | 0    | 9 1/3 | 14     | 2      | 3    | 0    | 10   | 7    | 7    |      |

11월 20일 에릭 테임즈와 함께 연봉 900,000달러에 재계약했다. 12월 8일 KBO 골든글러브 시상식에서 투수 골든글러브 수상자로 선정됐다.

##### 2016년 시즌
5월 17일 팔꿈치 통증으로 인해 1군 엔트리에서 말소됐다. 의학적으로 이상이 없다고 진단받았지만, 팔꿈치 불편함을 계속 호소했고, 그 사이 득남으로 인해 미국으로 출산 휴가를 다녀왔다. 7월 중순에 엔트리에 합류했다.
8월 7일 한화 이글스와의 경기에서 하주석을 상대로 삼진, 허도환에게 삼진, 장민석에게 스트라이크 낫 아웃 출루를 허용한 후 이용규를 삼진 처리하며 역대 7번째 한 이닝 4탈삼진 기록을 세웠다.

###### 2016년플레이오프
2016년 10월 21일 1차전에 선발 등판해 7이닝 2실점으로 호투했으나 팀 타선의 지원을 받지 못하며 노디시전이 됐다. 2016년 10월 25일 4차전에서는 7이닝 1실점으로 호투했고, 에릭 테임즈, 박석민, 김성욱의 홈런에 힘입어 팀 창단 최초로 한국시리즈에 진출했다.
| 방어율 | 경기수 | 승 | 패 | 세이브 | 홀드 | 완투 | 완봉 | 이닝 | 피안타 | 피홈런 | 볼넷 | 사구 | 삼진 | 실점 | 자책 | 비고 |
| ------ | ------ | -- | -- | ------ | ---- | ---- | ---- | ---- | ------ | ------ | ---- | ---- | ---- | ---- | ---- | ---- |
| 1.93   | 2      | 1  | 0  | 0      | 0    | 0    | 0    | 14   | 9      | 2      | 5    | 2    | 6    | 3    | 3    |      |

###### 2016년한국시리즈
2차전에 선발 등판해 7.2이닝 6피안타, 1피홈런, 1볼넷, 6탈삼진, 3실점으로 호투했으나 김재환에게 홈런을 허용하며 패전 투수가 됐다.
| 방어율 | 경기수 | 승 | 패 | 세이브 | 홀드 | 완투 | 완봉 | 이닝  | 피안타 | 피홈런 | 볼넷 | 사구 | 삼진 | 실점 | 자책 | 비고 |
| ------ | ------ | -- | -- | ------ | ---- | ---- | ---- | ----- | ------ | ------ | ---- | ---- | ---- | ---- | ---- | ---- |
| 3.52   | 1      | 0  | 1  | 0      | 0    | 0    | 0    | 7 2/3 | 6      | 1      | 1    | 1    | 6    | 3    | 3    |      |

2016년 12월 26일 총액 100만 달러(연봉 90만 달러, 옵션 10만 달러)에 재계약했다. 팀은 "그가 지난 4년간 안정감 있는 퍼포먼스를 보여주며 팀의 에이스로 거듭난 점을 높이 평가했다. 올 시즌 창단 첫 한국시리즈 진출에도 그의 활약이 컸다고 판단했다"며 재계약 배경을 설명했다. 이어 "특히 팀이 정규 리그에 처음 참가한 2013년부터 지금까지 팀 동료로서 함께 해 준 그의 팀 적응력과 지난 포스트 시즌에서의 활약을 인정했다"고 덧붙였다. 그는 플레이오프 2경기에 선발 출전해, 14이닝 3실점으로 안정된 투구를 펼쳤고 4차전 승리 투수가 되며 팀을 첫 한국시리즈로 이끌었다.

##### 2017년시즌
정규 시즌에 12승 7패, 3점대 평균자책점을 기록하며 3년 연속 두 자릿수 승을 기록했다. 특히 롯데 자이언츠와의 준플레이오프에서 1, 5차전에 선발 등판해 총 13.1이닝 1실점을 허용하며 준플레이오프 MVP로 선정됐다. 준플레이오프에서 1승, 0점대 평균자책점을 기록했다. 플레이오프에서 두산 베어스를 상대로 3차전에 선발 등판했지만 3.2이닝 7실점으로 매우 부진했다. 플레이오프에서 1패, 14점대 평균자책점을 기록했다. 시즌 후 재계약에 실패했다.

### 넥센 히어로즈시절
2018년 6월에 손가락 부상을 입어 방출된 에스밀 로저스를 대체할 투수로 영입되었다.

## 야구선수 은퇴 후
2022년부터 HACKER PROPERTY GROUP에서 부동산업자로 활동한다.

## 논란
- 5월 27일 두산 베어스와의 경기에서 오재원을 1루 땅볼로 잡아냈는데 당시 그가 오재원에게 'Get in the box'라고 했고 오재원이 이를 욕으로 오해하며 벤치클리어링이 벌어졌는데 그 쪽으로 야구공이 날아왔고, 심판은 장민석을 퇴장시켰다. 하지만, 실제로 공을 던진 선수는 민병헌이었고, 민병헌은 3경기 출장 정지와 유소년 야구 봉사활동 40시간의 징계를 받았다. 또한, 1군 엔트리 미포함 선수인데 그라운드에 뛰어들어 몸싸움을 벌인 홍성흔에게 제재금 100만원을 부과했다.[20]

## 트리비아
- 고향 팀인 텍사스 레인저스의 팬이다.
- 취미는 낚시, 당구이다.
- NFL 댈러스 카우보이스 팬이다.

## 출신 학교
- 던켄빌고등학교

## 가족 관계
- 배우자 '크리스틴 해커' (2008년 ~ 현재)
- 딸 '칼리 마리 해커'[21]
- 아들 '엘스턴 랜드리 해커'

## 등번호

### NC 다이노스
- '38' (2013년)
- '34' (2014년 ~ 2016년)
- '8' (2017년)

### 넥센 히어로즈
- '00' (2018년)

## 통산 기록
| 연 도          | 소 속          | 승 리 | 패 전 | 승 률 | 평 자 책 | 출 장 | 선 발 | 완 투 | 완 봉 | 세 이 브 | 홀 드 | 이 닝 | 피 안 타 | 피 홈 런 | 볼 넷 | 고 4 | 탈 삼 진 | 몸 맞 | 보 크 | 폭 투 | 실 점 | 자 책 | 타 자 수 | W H I P |
| -------------- | -------------- | ----- | ----- | ----- | -------- | ----- | ----- | ----- | ----- | -------- | ----- | ----- | -------- | -------- | ----- | ---- | -------- | ----- | ----- | ----- | ----- | ----- | -------- | ------- |
| 2009           | PIT            | 0     | 0     | ----  | 6.00     | 3     | 0     | 0     | 0     | 0        | 0     | 3.0   | 4        | 0        | 2     | 0    | 1        | 0     | 0     | 0     | 2     | 2     | 14       | 2.00    |
| 2011           | MIN            | 0     | 0     | ----  | 0.00     | 2     | 0     | 0     | 0     | 0        | 0     | 5.1   | 4        | 0        | 4     | 0    | 2        | 0     | 0     | 0     | 1     | 0     | 22       | 1.50    |
| 2012           | SFG            | 0     | 1     | .000  | 5.59     | 4     | 1     | 0     | 0     | 0        | 0     | 9.2   | 14       | 2        | 2     | 1    | 8        | 1     | 0     | 0     | 6     | 6     | 45       | 1.66    |
| 2013           | NC             | 4     | 11    | .267  | 3.63     | 27    | 26    | 3     | 0     | 0        | 0     | 178.1 | 163      | 12       | 50    | 1    | 127      | 17    | 0     | 5     | 83    | 72    | 744      | 1.19    |
| 2014           | NC             | 8     | 8     | .500  | 4.07     | 30    | 29    | 1     | 0     | 0        | 0     | 172.2 | 169      | 14       | 62    | 0    | 112      | 14    | 0     | 5     | 86    | 78    | 749      | 1.34    |
| 2015           | NC             | 19    | 5     | .792  | 3.13     | 31    | 31    | 1     | 0     | 0        | 0     | 204.0 | 174      | 14       | 36    | 1    | 164      | 25    | 0     | 6     | 81    | 71    | 833      | 1.03    |
| 2016           | NC             | 13    | 3     | .813  | 3.45     | 23    | 23    | 0     | 0     | 0        | 0     | 140.2 | 132      | 14       | 31    | 0    | 119      | 10    | 0     | 5     | 57    | 54    | 587      | 1.16    |
| 2017           | NC             | 12    | 7     | .632  | 3.42     | 26    | 26    | 1     | 0     | 0        | 0     | 160.1 | 159      | 14       | 29    | 1    | 97       | 14    | 2     | 6     | 64    | 61    | 672      | 1.17    |
| 2018           | 넥센           | 5     | 3     | .625  | 5.20     | 14    | 13    | 0     | 0     | 0        | 0     | 79.2  | 86       | 16       | 30    | 0    | 56       | 5     | 1     | 2     | 49    | 46    | 349      | 1.46    |
| MLB 통산 : 3년 | MLB 통산 : 3년 | 0     | 1     | .000  | 4.00     | 9     | 1     | 0     | 0     | 0        | 0     | 18.0  | 22       | 2        | 8     | 1    | 11       | 1     | 0     | 0     | 9     | 8     | 81       | 1.67    |
| KBO 통산 : 6년 | KBO 통산 : 6년 | 61    | 37    | .622  | 3.67     | 151   | 148   | 6     | 0     | 0        | 0     | 935.2 | 883      | 84       | 238   | 2    | 675      | 85    | 3     | 29    | 420   | 382   | 3934     | 1.20    |

- 시즌 기록 중 굵은 글씨는 해당 시즌 최고 기록

## 주요 기록
| 기록       | 날짜           | 소속팀 | 상대팀 | 상대타자 | 구장 | 이전 기록 | 기타       |
| ---------- | -------------- | ------ | ------ | -------- | ---- | --------- | ---------- |
| 한 이닝 4K | 2016년 8월 7일 | NC     | 한화   | 이용규   | 대전 | 레일리    | 역대 7번째 |